# Hydriomena similaris
Hydriomena similaris är en fjärilsart som beskrevs av George Duryea Hulst 1896. Hydriomena similaris ingår i släktet Hydriomena och familjen mätare. Inga underarter finns listade i Catalogue of Life.